# Antoine Laurent Apollinaire Fée
Antoine Laurent Apollinaire Fée (Ardentes, 7 november 1789 - Parijs, 21 mei 1874) was een Frans botanicus, arts en apotheker. Hij schreef onder meer over plantkunde, mycologie, praktische en historische farmacologie, darwinisme en over zijn exploraties en avonturen in heel Europa.

## Leven en werken
In 1908 trok Fée als medisch assistent mee op tijdens Napoleons campagne in Spanje, en brengt het tot de rang van ondermajoor. Na de tocht vestigde hij zich als apotheker in Parijs, en sticht daar een farmaceutische vereniging. In 1815 begon hij aan een studie farmacologie aan een school in Straatsburg waar hij in 1823 de botanicus Christiaan Hendrik Persoon (1755-1837) ontmoette, die op hem een grote indruk achterliet. In 1824 werd hij volwaardig lid van de Académie imperiale de médecine. In 1825 werd hij instructeur aan het militair hospitaal van Rijsel; in 1828 werd hij gepromoveerd tot apotheker-majoor.
In 1830 was hij terug in Parijs, en herzag daar Systema naturae van Linnaeus (1707-1778). In 1832 promoveerde hij tot doctor in de plantkunde met de thesis De la Reproduction des végétaux, en op 14 mei 1833 kreeg hij ook de titel van doctor in de geneeskunde met het proefschrift Examen de la théorie des rapports botanico-chimiques.
Vanaf 1832 verving hij Christian Gottfried Nestler (1778-1832) als hoogleraar natuurlijke historie aan de medische faculteit van Straatsburg, en hij bleef er lesgeven tot in 1867. Ook kreeg hij het beheer van de botanische tuin van Straatsburg toegewezen.
Wanneer in 1871, aan het einde van de Frans-Duitse Oorlog, de stad werd ingelijfd door Pruisen, vertrok hij naar Parijs, waar hij kort voor zijn dood in 1874 werd verkozen tot voorzitter van de Société botanique de France.
Fée was een specialist in wat toen als cryptogamen werd omschreven - lagere planten, zonder bloemen, zaden of vruchten, zoals varens, mossen en schimmels - en dan vooral in tropische en geneeskrachtige soorten. Hij publiceerde onder meer een serie werken in zeven delen genaamd Essai sur les Cryptogames de écorces exotiques officinales (Essay over Cryptogamen groeiende op exotische medicinale boomschors).
Hij interesseerde zich ook voor de pioniers van de plantkunde en in hun werk, getuige zijn biografie van Linnaeus uit 1832, Vie de Linné, rédigée sur les documents autographes laissés par ce grand homme et suivie de l'analyse de sa correspondance avec les principaux naturalistes de son époque en zijn werken Flore de Théocrite et des autres bucoliques grecs uit 1832, Commentaires sur la botanique et la matière médicale de Pline uit 1833 en Flore de Virgile uit 1835.
Daarnaast schreef hij over het in de negentiende eeuw opkomende darwinisme (zie Le Darwinisme, ou Examen de la théorie relative à l'origine des espèces uit 1864) en vooral over het dierenwelzijn (o.a. Il ne faut pas maltraiter les animaux uit 1855 en Les Misères des animaux uit 1863), waarbij hij pleitte tegen het gebruik van dieren in medische experimenten.

## Eponiemen
De varensoorten Cheilanthes feei en Selliguea feei zijn naar hem vernoemd..